# Emilian Dobrescu
Emilian Dobrescu (n. 22 mai 1933, București, România) este un economist, membru titular (1990) al Academiei Române. În perioada 8 ianuarie 1979 - 30 martie 1979 a fost ministrul secretar de stat, consilier al președintelui Republicii Socialiste România. Emilian Dobrescu a fost membru al Partidului Comunist Român și deputat în Marea Adunare Națională în sesiunile din perioada 1975–1989. Emilian Dobrescu a fost membru de partid din 1956.
Emilian Dobrescu este specialist în compunerea de studii de șah. A văzut problemele de șah ca o aplicare a principiului lui Pareto (Chess Study as a Multi-Criteria System, EG No.123, Vol. VIII, London 1997). Emilian Dobrescu este primul român care a primit (1989) de la FIDE titlul de mare maestru internațional pentru compunerea de studii de șah după ce, în 1980, primise titlul de mare maestru.

## Distincții
- Medalia Muncii (6 mai 1961) „cu prilejul celei de-a 40-a aniversări de la înființarea Partidului Comunist din Romînia, pentru îndelungată activitate în mișcarea muncitorească, pentru merite deosebite în opera de construire a socialismului”[6]
- Ordinul Muncii clasa a III-a (10 iulie 1965) „pentru merite deosebite în realizarea sarcinilor prevăzute în Directivele celui de al III-lea Congres al Partidului Muncitoresc Român”[7]
- Ordinul „Meritul Științific” clasa a III-a (26 septembrie 1966) „pentru merite deosebite în activitatea științifică, cu prilejul Centenarului Academiei Republicii Socialiste România”[8]
- Ordinul „Steaua Republicii Socialiste România” clasa a III-a (4 mai 1971) „cu prilejul aniversării a 50 de ani de la constituirea Partidului Comunist Român, [...] pentru merite deosebite în opera de construire a socialismului”[9]
- Ordinul „Tudor Vladimirescu” clasa a II-a (7 mai 1981) „pentru rezultatele obținute în îndeplinirea cincinalului 1976–1980, pentru contribuția deosebită adusă la înfăptuirea politicii Partidului Comunist Român de făurire a societății socialiste multilateral dezvoltate în patria noastră, cu prilejul aniversării a 60 de ani de la făurirea Partidului Comunist Român”[10]

## Lucrări de șah
- Compoziția șahistă în România, Editura Stadion 1973, 312 pagini. (coautor Virgil Nestorescu)
- Studii de șah, Editura Sport-Turism 1984, 199 pagini
- Chess Study Composition, Editura ARVES, Amsterdam 1999, 301 pagini (declarată "Cartea Anului")